# Microsema asteria
Microsema asteria är en fjärilsart som beskrevs av Druce 1892. Microsema asteria ingår i släktet Microsema och familjen mätare. Inga underarter finns listade i Catalogue of Life.